# Normal Adolescent Behavior
Pour plus de détails, voir Fiche technique et Distribution.
Normal Adolescent Behavior est un film américain réalisé par Beth Schacter, sorti en 2007.

## Fiche technique
- Titre français : Normal Adolescent Behavior
- Réalisation : Beth Schacter
- Scénario : Beth Schacter
- Photographie :
- Musique :
- Production :
- Pays d'origine : États-Unis
- Langue d'origine : Anglais américain
- Format : Couleurs
- Durée : 93 minutes
- Genre : Drame, romance
- Dates de sortie :
  - États-Unis :
    - 27 avril 2007 en avant-première au festival du film de Tribeca
    - 1er septembre 2007 sur Lifetime[1]

## Distribution
- Amber Tamblyn : Wendy
- Ashton Holmes : Sean
- Kelli Garner : Billie
- Daryl Sabara : Nathan
- Julia Garro : Ann
- Kelly Lynch : Helen
- Edward Tournier : Jonah
- Stephen Colletti (VF : Jean-François Cros) : Robert
- Raviv Ullman : Price
- Hilarie Burton : Ryan
- Sean Haberle : Bill
- Gloria Crist : Abby
- Elizabeth Nolan : Allyson
- Scott Coffey : le professeur de philosophie
- Shane McAvoy : l'étudiant en philosophie